# The Bolero
Pour les articles homonymes, voir Boléro (homonymie).
Pour plus de détails, voir Fiche technique et Distribution.

The Boléro est un film américain réalisé par Allan Miller and William Fertik, et sorti en 1973.
Il a remporté l'Oscar du meilleur court métrage en prises de vues réelles en 1974.

## Synopsis
L'Orchestre philharmonique de Los Angeles joue le célèbre Boléro de Ravel, et des membres de l'orchestre commentent la musique ainsi que leur travail de musiciens.

## Fiche technique
- Réalisation : Allan Miller and William Fertik
- Producteur : Allan Miller
- Montage : Sarah Stein
- Durée : 26 minutes
- Date de sortie : octobre 1973 (Festival international du film de Chicago)

## Distribution
- Zubin Mehta, chef d'orchestre

## Nominations et récompenses
- 1974 : Oscar du meilleur court métrage en prises de vues réelles[2]